# Pfarrkirche Heiterwang

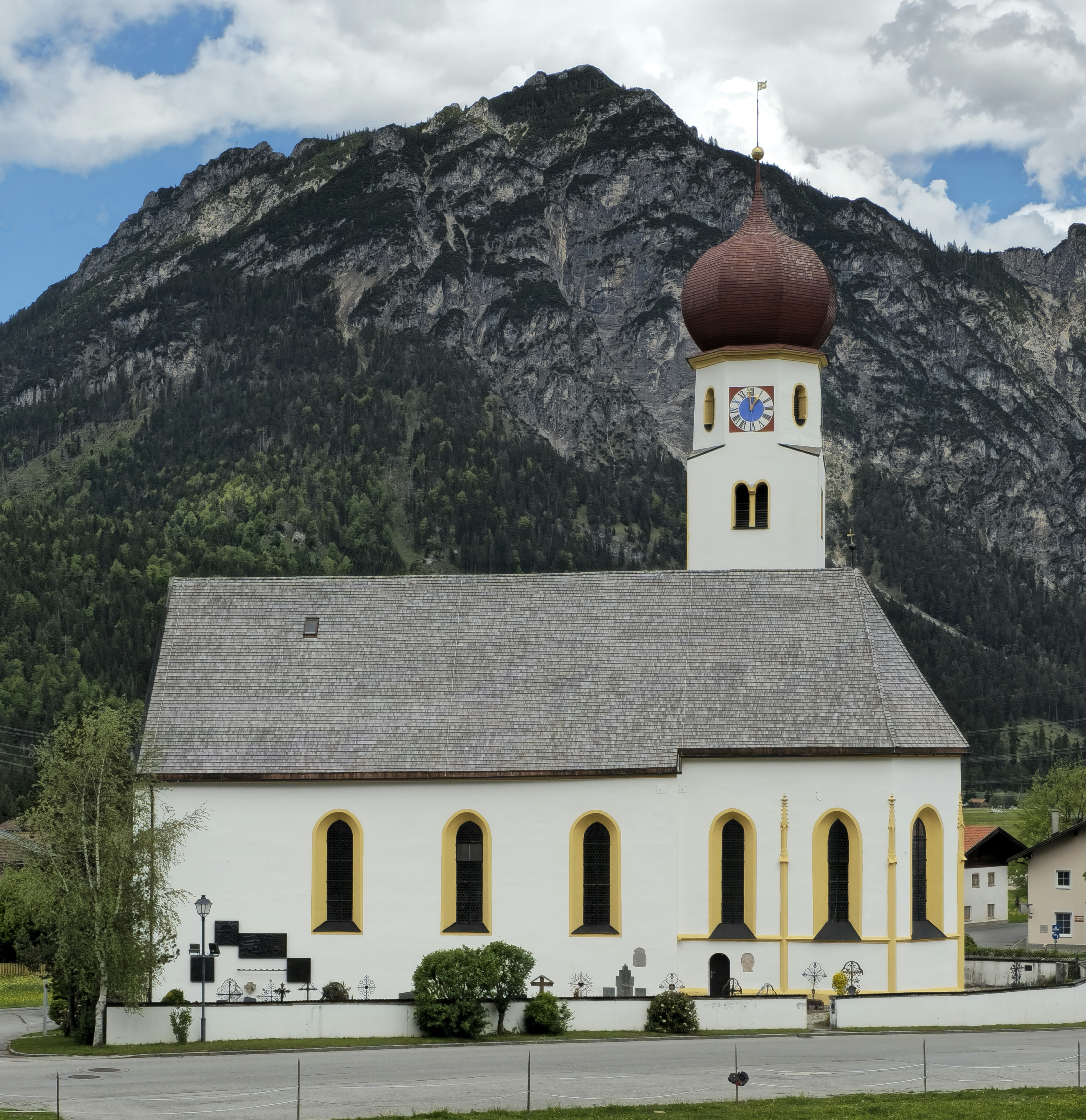
Katholische Pfarrkirche Unsere Liebe Frau Mariä Himmelfahrt in Heiterwang

Langhaus, Blick zum Chor

Chorgewölbefresko

Langhaus, Blick zur Empore

Die römisch-katholische Pfarrkirche Heiterwang steht in der Gemeinde Heiterwang im Bezirk Reutte in Tirol. Die dem Fest Unsere Liebe Frau Mariä Himmelfahrt geweihte Kirche gehört zum Dekanat Breitenwang in der Diözese Innsbruck. Die Kirche steht unter Denkmalschutz (Listeneintrag).

## Geschichte
Bereits im 14. Jahrhundert wurde an der heutigen Stelle der Pfarrkirche eine Kapelle errichtet. Urkundlich wurde die Kirche erstmals im Jahr 1423 erwähnt. Die gotische Kirche wurde um 1480 bis 1490 von Hans Räffl aus dem Lechtal gebaut. Im Jahr 1551 wurde das Langhaus im Schmalkaldischen Krieg zerstört, nur der Chor und Turm blieben dabei erhalten. Am Ende des 16. Jahrhunderts wurde das Kirchenschiff wieder aufgebaut, wobei dieses kleiner war als das ursprüngliche Langhaus. In der Mitte des 18. Jahrhunderts wurde die Kirche barockisiert und das Langhaus wieder verlängert. Die Kirche wurde in den Jahren 1891/94 unter Pfarrer Stecher komplett renoviert. Es erfolgten weitere Renovierungen aus den Jahren 1900/01, 1931/34, 1967/68 sowie eine Innenrenovierung aus den Jahren 1977/79 von Ernest Pokorny (Deckengemälde) und Josef Kieltrunk (Stuckaturen).

## Lage
Die Pfarrkirche befindet sich innerhalb des ummauerten Friedhofs am östlichen Ortsrand.

## Architektur
Die Kirche ist einheitlich als barocker Bau errichtet. Sie umfasst ein vierjochiges Langhaus mit einem steilen, geschindelten Satteldach und ein eingezogenes Chor aus dem gotischen Kern. Der Kirchturm mit dem oktogonalen Glockengeschoß ist an der Chornordseite angebracht und ist mit gekoppelten, rundbogigen Schallfenstern ausgestattet, darüber trägt er einen Zwiebelhelm.
Das Innere der Kirche umfasst ein Saalraum mit verschliffenen Ecken sowie einer Flachtonne mit der Pilastergliederung und ein geschwungenes Gesims. Über dem Eingang befindet sich eine Empore.

## Ausstattung
Die heutige Ausstattung der Kirche wird hauptsächlich durch eine Barockisierung in der Mitte des 18. Jahrhunderts geprägt.
Anton Joseph Walch malte die Deckenfresken um 1750. Die spätbarocken Stuckaturen schuf Joseph Fischer, sie sind ebenfalls um 1750 datiert. Im Jahr 1754 wurde der neue Hochaltar aus Stuckmarmor geweiht. Den Hochaltarblatt schuf Joseph Keller 1774. Die Renovierung der Deckenmalereien erfolgte 1891/1894 vom Maler Johann Kärle. 1913 wurde die Turmuhr von 1703 um den Gehalt von 1400 Kronen erneuert.
Franz Weber baute die Orgel im Jahr 1891. Sie wurde 2004 durch die Schweizer Firma Späth Orgelbau restauriert.